# ليسفاسي
ليسفاسي هي بحيرة متوسطة الحجم تقع في فنلندا الوسطى في منطقة مستجمعات المياه الرئيسية كيميوكي. وهي تقع في بلدية كونفسي.البحيرة تنتمي إلى طريق كونفسي-لاوكا.

## روابط خارجية
- Vanginvesi-Liesvesi in the Järviwiki Web Service (بالإنجليزية)

‌